# Frank Stahnke
Frank Stahnke (* 1968) ist ein ehemaliger deutscher American-Football-Spieler.

## Laufbahn
Stahnke kam Mitte der 1980er Jahre aus dem Nachwuchs der Berlin Adler hervor, ab 1987 spielte er in der Herrenmannschaft der Hauptstädter. Für diese stand er bis 1996 auf dem Feld und wurde 1987, 1989, 1990 sowie 1991 deutscher Meister. 1990 stand er mit den Adlern im Eurobowl, unterlag dort aber ebenso wie im Endspiel um die deutsche Meisterschaft 1994.
Der Wide Receiver spielte von 1997 bis 1999 bei den Braunschweig Lions. Mit den Niedersachsen wurde er dreimal in Folge (1997, 1998, 1999) deutscher Meister sowie 1999 Eurobowl-Sieger.
Mit der deutschen Nationalmannschaft wurde er 1993 Dritter der Europameisterschaft.
In der 2000er Saison war Stahnke Mitglied des Trainerstabs der Berlin Adler und betreute beim Bundesligisten die Spieler auf der Position des Wide Receivers. Ab 2001 gab er bei den Hamburg Huskies seine Football-Erfahrung weiter, war Teil des Trainerstabs der Herrenmannschaft (Bundesliga) der Norddeutschen, dann auch im Nachwuchsbereich der Huskies.